# Canis lupus lupus
Canis lupus lupus és una subespècie del llop (Canis lupus).

## Taxonomia
Històricament, el nom trinomial C. l. lupus es limitava a classificar els llops del nord i el centre d'Europa, encara que des del 2005, ha crescut fins a abraçar nombroses variants geogràfiques que ara es consideren només sinònims. Els estudis comparatius de l'ADN mitocondrial de diverses subespècies de llop han demostrat que la línia europea dels llops s'originà fa més de 150.000 anys, al voltant de la mateixa edat que la dels llops del nord d'Amèrica, però significativament abans que la de les subespècies asiàtiques.

### El llop italià
El llop italià, que viu a la península Itàlica, Suïssa i al sud de França, fou classificat el 1921 com una subespècie diferent pel naturalista Giuseppe Altobello, basant-se en uns quarts posteriors més baixos i el seu pelatge típicament marró grisenc i la franja negra de la part frontal de les potes anteriors. Aquesta classificació fou inicialment rebutjada, encara que la publicació l'any 2000 de comparatives genètiques i morfològiques més detallades van suggerir la seva restitució com a subespècie, donat que hi ha trets addicionals distintius més subtils. Segons una teoria, la divergència del llop italià va començar quan els Apenins van esdevenir un refugi per aquelles espècies que es veieren desplaçades cap al sud durant l'època de màxima extensió de l'últim període glacial, uns 18.000 anys BP. Tot i que actualment la tercera edició de Mammal Species of the World el tracta com a sinònim de Canis lupus lupus, alguns científics n'han demanat una classificació a part d'acord amb les diferències genètiques.

## Descripció
- Els seus colors van des del blanc i el crema fins al vermell, el gris i el negre. N'hi ha exemplars que mostren tots aquests colors combinats.
- Pesa entre 31,5 i 58,5 kg.
- Té una alçària de 99 cm fins a l'espatlla.
- Presenta dimorfisme sexual: les femelles són un 20% més petites que els mascles.
- El seu pelatge és més curt i més dens que el dels llops nord-americans.[9]

## Alimentació
Menja ungulats, rosegadors, fruites, baies i peix.

## Reproducció
Té lloc al gener a latituds baixes i a l'abril a les altes. La femella té entre 4 i 7 cadells al cap de 61-63 dies de gestació. Tot i que només es reprodueix la parella dominant de la llopada, tots els membres del grup s'involucren en la criança dels cadells.

## Distribució geogràfica
Es troba des de la Xina, Mongòlia, Rússia i l'Europa Oriental fins a Alemanya i la península Ibèrica.

## Principals amenaces
Els seus principals factors de mortalitat són la persecució pels humans, les lluites amb altres llops, les malalties, els paràsits, la fam i les lesions produïdes per les preses que captura.

## Longevitat
Té una esperança de vida de 7–10 anys.